# Gumersind Gomila
Gomila  Guasteví est un nom espagnol. Le premier nom de famille, en général paternel, est Gomila ; le second, en général maternel, souvent omis, est Guasteví.
Œuvres principales
- La sorra calenta
- Llucifer. Llegenda íntima
- El vent fútil
- Els ocells morts

Gumersind Gomila i Guasteví, né à Maó (Minorque, Baléares) le 27 août 1905 et mort à Perpignan (Pyrénées-Orientales) le 22 mars 1970, est un poète et plasticien minorquin d'expression catalane et occitane.

## Biographie
Cadet d'une famille de quatre enfants, Gumersind Gomila Guasteví naît à Mahon le 27 août 1905. Son père, cordonnier, a l'habitude d'emmener ses enfants dessiner et herboriser en campagne et sur la côte. Le petit Gumersind, réservé, parfois capricieux, gâté par ses sœurs Maria et Antònia, apprend à lire tard dans l'ombre de sa sœur Antònia, précoce institutrice, avec qui il vivra dans une proximité fusionnelle jusqu'au décès de celle-ci quelques mois avant sa propre mort.
Artiste autodidacte, Gumersind se perfectionne dans l'art du dessin et de l'aquarelle auprès du Senyor Pax. Une première étape survient avec l'exposition conjointe du frère et de la sœur en juin 1924 à l'Ateneo científico y literario de Mahon. La mort subite du père de l'artiste brise toutefois ce qui aurait pu être la carrière d'un peintre local. Gumersind et sa mère Maria quittent définitivement Mahon pour Perpignan où Antònia s'est installée et mariée à leur cousin germain, Francesc Guasteví Sans parti travailler comme garçon de café auprès de son frère aîné Diego quelque dix-huit  ans plus tôt et qui s'est fait, peu à peu, une assez jolie place dans le milieu de la limonade. Le jeune couple fait l'acquisition d'un café sur la place Arago qu'Antònia choisit de baptiser « Le Continental ». La naissance d'une première fille, Marguerite, la venue de « S'àvia Maria » pour l'événement et la mort du père de Gumersind poussent le poète et sa mère à s'installer définitivement dans la capitale du Roussillon.
Sans formation, étranger en un temps peu propice à l'accueil, Gumersind trouve un emploi alimentaire chez le géomètre Noy auprès duquel il s'ennuie beaucoup. Il met à profit son temps libre pour nouer des contacts avec les milieux nord-catalans et occitans, refusant l'esprit de chapelle qui les déchire sous couvert d'antagonismes politiques. Ces années 1930 voient la publication de ses premières poésies et d'articles culturels dans des revues locales. Adhérent au Félibrisme dès 1930, « Collaborateur-fondateur » de la revue nord-catalane, Nostra Terra en 1936, il rejoint la même année la « Société Agricole Scientifique et Littéraire des Pyrénées-Orientales », dont il devient le Secrétaire et reçoit la Rose d'Argent aux Jeux Floraux de Perpignan pour un poème dédié à Collioure, qui sera au cœur de son premier recueil de poésies, La sorra calenta (Le sable chaud) publié sous les auspices de la Société d'études occitanes à Toulouse en 1943.
Les années 1940 et 1950 sont celles des voyages en terre occitane dont il tirera une petite odyssée, Llucifer. Llegenda íntima (Lucifer, une légende intime), de l'activisme culturel et journalistique et de son affirmation comme plasticien, peintre et surtout céramiste, aux ateliers Sant Vicenstenus alors par les frères Bauby et où il entre après avoir quitté le bureau du géomètre Noy.
Il signe des articles et des critiques d'art sous le pseudonyme de Jean Alban (voir Pierre Garcia-Fons).
Dans les années 1960, Gumersind Gomila est un poète reconnu, membre ou président du jury des grands prix poétiques de la langue catalane. Devenu chef d'atelier à Sant Vicenç, il bénéficie d'une relative aisance économique qui lui permet de publier à compte d'auteur, coup sur coup Llucifer. Llegenda íntima (Lucifer, une légende intime), en 1966, El vent fútil (Le vent futile) et la deuxième édition de La sorra calenta, en 1967, et Els ocells morts (Les oiseaux morts), en 1969.
Gumersind Gomila hospitalisé à la Clinique Saint Pierre pour une opération bénigne de la prostate y décède le 22 mars 1970. Il faudra attendre 1984 avec un volume intitulé sobrement Gumersind Gomila, poeta et, surtout, le centenaire de sa naissance en 2005 pour que trois colloques lui rendent hommage, à Mahon, sa ville de naissance, Perpignan, sa ville d'adoption, et Barcelone.

## Œuvre poétique
La deuxième de couverture de Llucifer que, conformément à son habitude, le poète avait lui-même rédigée, confie : "Gumersind Gomila pinta i escriu per a ell sol." (Gumersind Gomila peint et écrit pour lui seul). Aussi est-ce avec difficulté que l'on accède aux quelque deux-cents poèmes qu'il a réunis en quatre volumes publiés sous l'Occupation dans des conditions difficiles de production et de diffusion, pour le premier, ou à compte d'auteur sans réelle diffusion pour les trois autres. Le premier recueil, La sorra calenta (Le sable chaud), est déjà un manifeste de la poésie gomilienne : une langue claire et riche, catalan littéraire, mâtiné, çà et là, d'emprunts lexicaux aux dialectes minorquin et roussillonnais, des formes classiques au carrefour de la poésie catalane et de la littérature des troubadours, un espace poétique familier, immédiat, né des paysages croqués et l'amour comme source d'inspiration.
Publié en 1966 à Barcelone mais conçu plus de vingt ans plus tôt à l'occasion de voyages en terre occitane, Llucifer. Llegenda íntima (Lucifer, une légende intime) regroupe cent quinze poèmes, soit la moitié de la poésie gomilienne. Placée sous l'égide du philosophe Alain, dont une citation non attestée et peut-être même fantaisiste, ouvre le volume, il s'agit d'une ode à l'Occitanie ou plutôt d'une grammaire de l'espace occitan sous la forme de trois chants déséquilibrés et distinctement structurés, fermés par une épitaphe. Le Chant I a pour scène l'Auvergne. Le Chant II regroupe plus de la moitié des poèmes en six ensembles qu'il situe en Provence. Le Chant III mène les pas du poète en Guyenne Atlantique. Tout cela sous la lumière nocturne et naturelle des constellations, en un temps - l'Occupation - où le couvre-feu plongeait villes et campagnes dans le noir.
Injustement décrié par la - rare - critique, El vent fútil (Le vent futile) rassemble, pour l'essentiel, des pièces de jeunesse et recèle quelques petits trésors comme cette "Histoire de mon père à Marseille" ("Auques del meu pare a Marsella") fondée sur un épisode vécu par le poète dans un hôtel borgne où un crime de sang aurait été perpétré la veille.
L'ouvrage le plus poignant est sans nul doute le dernier publié, Els ocells morts (Les oiseaux morts) qui évoque des scènes de l'enfance sous le prétexte des oiseaux. On en regrette d'autant plus que La mort de cada nit, prête pour l'impression, ait été mise en pièces par Maria, la sœur du poète avec qui il vivait et qui avait perdu la raison.

## Œuvre plastique

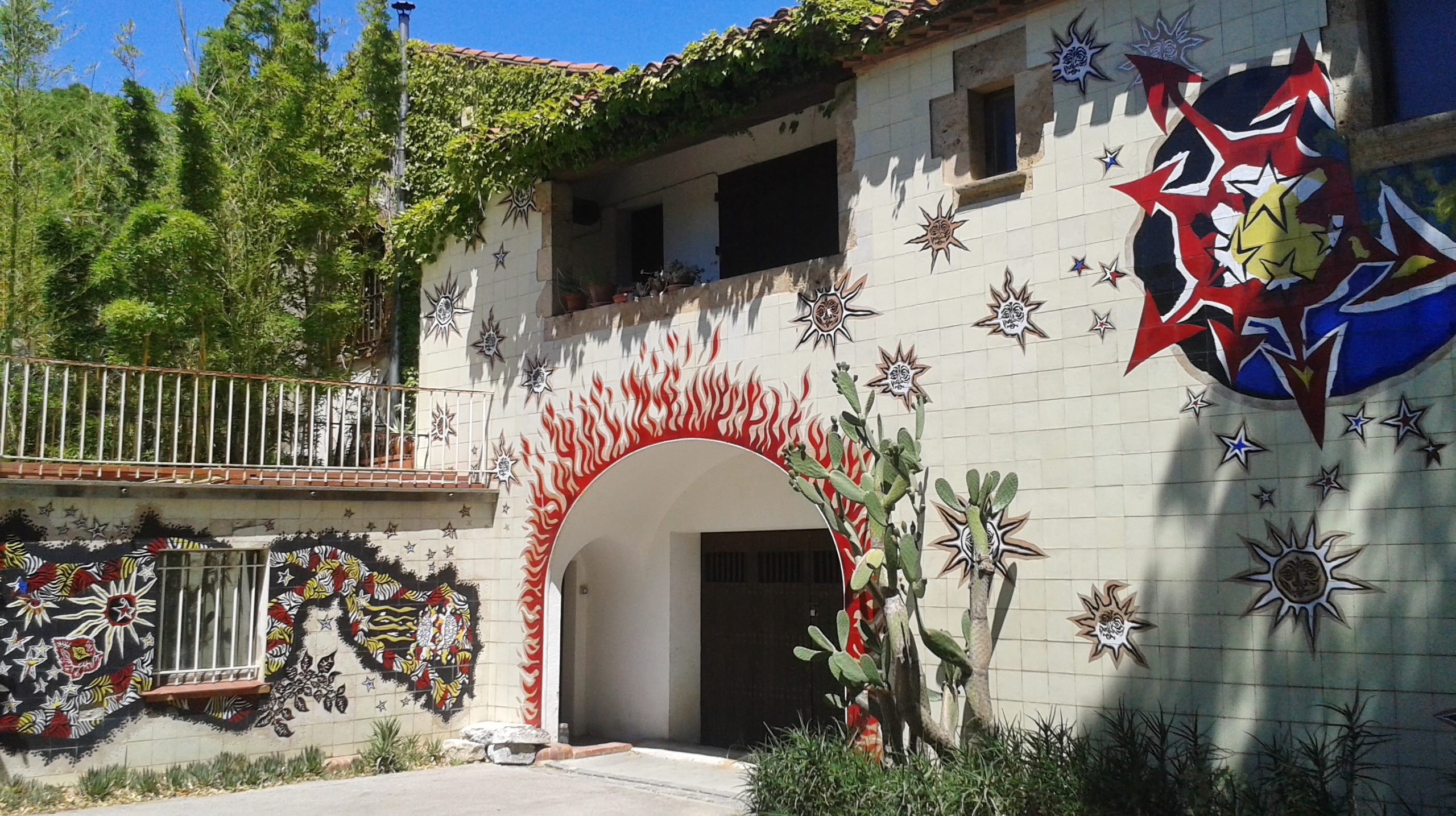
Fresque en céramique à Sant Vicens

La production artistique de Gumersind Gomila peut se distinguer en deux volets, la création personnelle et le travail au sein de l'atelier Sant Vicens. La première est peu connue, dans l'attente d'un catalogue raisonné que devrait publier prochainement l'Institut Menorquí d'Estudis. Pour l'essentiel, ce sont des dessins - fusain, sanguine, crayons de couleurs, encre de Chine - et des aquarelles sur le mode du croquis  ou de la silhouette. Un monde élémentaire naît, commun avec celui de la poésie : amandiers, agaves, tours, côtes, anses et plages. Un monde désert qui contraste avec les silhouettes à l'encre de Chine jamais contextualisées. La maturité vient dans les années quarante avec le choix de la peinture à l'huile d'inspiration fauviste. Collioure en est la muse et la référence absolue. Comme dans l'œuvre crayonnée, l'espace est souvent désert et les fenêtres aveugles. Les bâtiments où s'affirment les toitures de terre cuite tranchent par leur chaleur avec la mer plombée, épaisse, énigmatique.
Dans les années quarante, Gumersind Gomila entre à l'Atelier Sant-Vicens dirigé par les frères Bauby pour y travailler la céramique. Son exceptionnelle maîtrise des rouges et la finesse de son trait éveillent l'intérêt de Jean Lurçat dont il devient bien vite l'ami, le céramiste exclusif, en un mot le collaborateur au sens étymologique du terme puisque Lurçat exige que la signature de Gomila figure sur leurs grandes productions communes, dont le panneau de la maison de l'ORTF à Strasbourg. À côté de ces œuvres majeures, Gumersind Gomila réalise des pièces plus humbles (lampes, plats, assiettes, cendriers) sous sa signature ou celle de Jean Lurçat qui entrent pleinement dans la vocation artisanale de Sant Vicens.

## Publications[3]
- Antologia poètica, sélection par P. Gomila et I. Pelegrí, Mahon : IME, Quaderns Xibau de poesia, núm. 12, 2003.
- Anthologie poétique, édition et traduction du catalan par M. Bourret, Péronnas : Les Éditions de la Tour Gile, collection catalane no 10, 2007.
- La sorra calenta, Toulouse : Societat d'Estudis Occitans, 1943, 2e édition augmentée, Barcelone : Barcino, 1967.
- Llucifer. Llegenda íntima, Barcelone : El Triangle, 1966.
- El vent fútil, Barcelone : El Triangle, 1967.
- Els ocells morts, Barcelone : El Triangle, 1967, 2e édition, Mahon : IME, 2005.

## Divers
- Perpignan a donné le nom de Gumersind Gomila à une de ses rues [4].